# الخوارزمية الثنائية لحساب القاسم المشترك الأكبر

تصور استخدام خوارزمية GCD الثنائية للعثور على القاسم المشترك الأكبر (GCD) 36 و24. وبالتالي ، فإن GCD هو 2 ^{2} × 3 = 12.

الخوارزمية الثنائية لحساب القاسم المشترك الأكبر، أو خوارزمية GCD الثنائية ، والمعروفة أيضًا باسم خوارزمية Stein أو الخوارزمية الإقليدية الثنائية، هي خوارزمية تحسب القاسم المشترك الأكبر لعددين صحيحين غير سالبين. تستخدم هذه الخوارزمية عمليات حسابية أبسط من الخوارزمية الإقليدية التقليدية، حيث يستبدل القسمة بعمليات حسابية مثل الإزاحات والمقارنات والطرح.
على الرغم من أن الخوارزمية في شكلها المعاصر قد نُشرت لأول مرة من قبل الفيزيائي والمبرمج جوزيف شتاين في عام 1967، إلا أنها ربما كانت معروفة في القرن الثاني قبل الميلاد في الصين القديمة.

## الخوارزمية
تقلل الخوارزمية من مشكلة العثور على القاسم المشترك الأكبر (gcd) لرقمين غير سالبين v وu من خلال تطبيق هذه الخطوات بشكل متكرر:
- gcd(0، v) = v ، لأن كل شيء يقسم الصفر، وv هو أكبر رقم يقسم v. وبالمثل، فإن gcd(u ، 0) = u .
- gcd(2u ، 2v) = 2 · gcd(u ، v)
- gcd(2u ،v) = gcd(u ، v) ، إذا كانت v فردية (2 ليست قاسم مشترك). وبالمثل، فإن gcd(u ، 2v) = gcd(u ، v) إذا كان u فردية.
- gcd(u ، v) = gcd(|u −v| ، min(u ، v)) ، إذا كان كل من u وv فرديًا.
- حيث: gcd تعني القاسم المشترك الأكبر وmin تعني الأصغر

## التطبيق

### نسخة متكررة في لغة سي
فيما يلي تنفيذ متكرر recursive للخوارزمية في لغة سي. يشبه التطبيق وصف الخوارزمية المذكورة أعلاه، وهو مُحسّن لسهولة القراءة بدلاً من سرعة التنفيذ، على الرغم من أن جميع الاستدعاءات المتكررة باستثناء واحدة هي ذيل متكرر tail recursive.
```
unsigned
 
int
 
gcd
(
unsigned
 
int
 
u
,
 
unsigned
 
int
 
v
)

{

 
// Base cases

 
//  gcd(n, n) = n

 
if
 
(
u
 
==
 
v
)

 
return
 
u
;

 
//  Identity 1: gcd(0, n) = gcd(n, 0) = n

 
if
 
(
u
 
==
 
0
)

 
return
 
v
;

 
if
 
(
v
 
==
 
0
)

 
return
 
u
;

 
if
 
(
u
 
%
 
2
 
==
 
0
)
 
{
 
// u is even

 
if
 
(
v
 
%
 
2
 
==
 
1
)
 
// v is odd

 
return
 
gcd
(
u
/
2
,
 
v
);
 
// Identity 3

 
else
 
// both u and v are even

 
return
 
2
 
*
 
gcd
(
u
/
2
,
 
v
/
2
);
 
// Identity 2

 
}
 
else
 
{
 
// u is odd

 
if
 
(
v
 
%
 
2
 
==
 
0
)
 
// v is even

 
return
 
gcd
(
u
,
 
v
/
2
);
 
// Identity 3

 
// Identities 4 and 3 (u and v are odd, so u-v and v-u are known to be even)

 
if
 
(
u
 
>
 
v
)

 
return
 
gcd
((
u
 
-
 
v
)
/
2
,
 
v
);

 
else

 
return
 
gcd
((
v
 
-
 
u
)
/
2
,
 
u
);

 
}

}

```

### نسخة تكرارية في لغة Rust
فيما يلي تنفيذ الخوارزمية في لغة Rust ، مقتبس من uutils. حيث يزيل جميع العوامل المشتركة لـ 2 ، ثم يحسب القاسم المشترك الأكبر GCD للأرقام المتبقية باستخدام الهويات 3 و 4 (identity)، ويجمع بين هذه لتشكيل الإجابة النهائية.
```
pub
 
fn
 
gcd
(
mut
 
u
: 
u64
,
 
mut
 
v
: 
u64
)
 
-> 
u64
 
{

 
use
 
std
::
cmp
::
min
;

 
use
 
std
::
mem
::
swap
;

 
// Base cases: gcd(n, 0) = gcd(0, n) = n

 
if
 
u
 
==
 
0
 
{

 
return
 
v
;

 
}
 
else
 
if
 
v
 
==
 
0
 
{

 
return
 
u
;

 
}

 
// Using identities 2 and 3:

 
// gcd(2ⁱ u, 2ʲ v) = 2ᵏ gcd(u, v) with u, v odd and k = min(i, j)

 
// 2ᵏ is the greatest power of two that divides both u and v

 
let
 
i
 
=
 
u
.
trailing_zeros
();
  
u
 
>>=
 
i
;

 
let
 
j
 
=
 
v
.
trailing_zeros
();
  
v
 
>>=
 
j
;

 
let
 
k
 
=
 
min
(
i
,
 
j
);

 
loop
 
{

 
// u and v are odd at the start of the loop

 
debug_assert!
(
u
 
%
 
2
 
==
 
1
,
 
"u = {} is even"
,
 
u
);

 
debug_assert!
(
v
 
%
 
2
 
==
 
1
,
 
"v = {} is even"
,
 
v
);

 
// Swap if necessary so u <= v

 
if
 
u
 
>
 
v
 
{

 
swap
(
&
mut
 
u
,
 
&
mut
 
v
);

 
}

 
// Using identity 4 (gcd(u, v) = gcd(|v-u|, min(u, v))

 
v
 
-=
 
u
;

 
// Identity 1: gcd(u, 0) = u

 
// The shift by k is necessary to add back the 2ᵏ factor that was removed before the loop

 
if
 
v
 
==
 
0
 
{

 
return
 
u
 
<<
 
k
;

 
}

 
// Identity 3: gcd(u, 2ʲ v) = gcd(u, v) (u is known to be odd)

 
v
 
>>=
 
v
.
trailing_zeros
();

 
}

}

```

يعرض هذا التنفيذ العديد من تحسينات الأداء:
- جرى تجنب القسمة التجريبية على 2 وذلك بتغيير بت واحد وعدد الأصفار الزائدة الأولية u64 :: trailing_zeros. هذا يؤدي إلى ما يعادل تطبيق الهوية 3 بشكل متكرر، في فترة زمنية أقل بكثير.
- وُضعت الحلقة لتجنب العمل المتكرر؛ على سبيل المثال، حذف 2 كعامل v تم نقله إلى الجزء الخلفي من الحلقة، وبعد حالة الخروج، حيث من المعروف أن v يكون فرديًا عند دخول الحلقة.
- جسم الحلقة خالي من الفروع باستثناء حالة الخروج (v == 0) ، حيث أن تبادل u وv (لضمان أن u ≤ v) يتحول إلى حركات شرطية.[6] يمكن أن يكون للفروع التي يصعب التنبؤ بها تأثير سلبي كبير على الأداء.[7][8]

## الكفاءة
تتطلب الخوارزمية خطوات O (n) ، حيث n هو عدد البتات في العدد الأكبر من الرقمين، حيث إن كل خطوتين تقلل واحدًا على الأقل من المعاملات بمقدار 2 على الأقل. تتضمن كل خطوة عددًا قليلاً من العمليات الحسابية (O (1) بثابت صغير) ؛ عند العمل بأرقام بحجم الكلمة word-sized، تُترجم كل عملية حسابية إلى عملية آلة machine operation واحدة، وبالتالي فإن عدد عمليات الآلة يكون في حدود log(max(u, v))
ومع ذلك، فإن التعقيد المقارب لهذه الخوارزمية هو O(n2)،  حيث أن هذه العمليات الحسابية (الطرح والتحويل) تستغرق كل منها وقتًا خطيًا للأرقام ذات الحجم الاختياري (عملية آلة واحدة لكل كلمة من التمثيل). هذا هو نفسه بالنسبة للخوارزمية الإقليدية، على الرغم من أن التحليل الأكثر دقة الذي أجراه Akhavi وVallée أثبت أن هذه الخوارزمية تستخدم عمليات-بت أقل بنسبة 60٪.

## التوسيع
يمكن توسيع خوارزمية GCD الثنائية بعدة طرق، إما لإخراج معلومات إضافية، أو التعامل مع أعداد صحيحة كبيرة بشكل عشوائي ، أو لحساب GCDs في مجالات أخرى غير الأعداد الصحيحة.
تناظر خوارزمية GCD الثنائية الممتدة ، الخوارزمية الإقليدية الموسعة، حيث توفر معاملات بيزوت بالإضافة إلى GCD ، أي أن الأعداد الصحيحة a وb بحيث أن a · u + b · v = gcd(u, v).
في حالة الأعداد الصحيحة الكبيرة، فإن أفضل تعقيد مقارب asymptotic complexity هو O (log n M (n)) ، حيث M (n) هي تكلفة ضرب n من البتات ؛ وهذا شبه خطي، وأصغر بكثير من O (n²) من خوارزمية GCD الثنائية، على الرغم من أن التطبيقات الملموسة تتفوق فقط على الخوارزميات القديمة للأرقام الأكبر من حوالي 64 كيلو-بت (أي أكبر من 8 × 10 19265). يتحقق ذلك من خلال توسيع خوارزمية GCD الثنائية باستخدام أفكار من خوارزمية Schönhage – Strassen لضرب عدد صحيح سريعًا.
جرى أيضًا توسيع خوارزمية GCD الثنائية لتشمل مجالات أخرى غير الأعداد الطبيعية، مثل الأعداد الصحيحة الغاوسية، وأعداد آيزنشتاين الصحيحة، والحلقات التربيعية، ومجالات العوامل الفريدة الاختيارية.

## الوصف التاريخي
عُرفت خوارزمية لحساب GCD المكونة من رقمين في الصين القديمة، في عهد أسرة هان ، كطريقة لتقليل الكسور:
 العنوان:Fangtian - Land surveying، المصدر:The Nine Chapters on the Mathematical Art.
عبارة «إذا أمكن خفضها إلى النصف» غامضة،
- إذا كان هذا ينطبق عندما يصبح أي من الأرقام زوجيًا، فإن الخوارزمية هي خوارزمية GCD الثنائية ؛
- إذا كان هذا ينطبق فقط عندما يكون كلا الرقمين زوجيين، فإن الخوارزمية تكون مشابهة للخوارزمية الإقليدية .

## روابط خارجية
- قاموس NIST للخوارزميات وهياكل البيانات: خوارزمية GCD الثنائية
- Cut-the-Knot: خوارزمية Euclid الثنائية في cut-the-knot
- تحليل الخوارزمية الإقليدية الثنائية (1976) ، بحث بقلم ريتشارد ب. برنت ، بما في ذلك متغير باستخدام الإزاحات اليسرى